# Mycterothrips albus
Mycterothrips albus är en insektsart som först beskrevs av Dudley Moulton 1911.  Mycterothrips albus ingår i släktet Mycterothrips och familjen smaltripsar. Inga underarter finns listade i Catalogue of Life.